# James Cameron: Voyage to the Bottom of the Earth
James Cameron: Voyage to the Bottom of the Earth es una película del género documental de 2012, a cargo de la producción estuvieron Korin Anderson y Ted Duvall, en la fotografía John Chater y Martin Palafox, el elenco está conformado por Suzy Amis, James Cameron y Don Walsh. El filme se estrenó el 14 de marzo de 2012.

## Sinopsis
En marzo de 2012, James Cameron y su nave submarina de diseño australiano, descendieron a la zona más honda del océano, la Fosa de las Marianas, lo que lo transformó en el único ser humano en la historia en finalizar una inmersión a solas. Se puede observar una visión única e íntima dentro del pensamiento de un gran viajero.